# Municipio de Read (Nebraska)
El municipio de Read es un municipio situado en el condado de Butler, Nebraska, Estados Unidos. Tiene una población estimada, a mediados de 2023, de 183 habitantes.
La villa de Surprise está ubicada en el territorio municipal.

## Geografía
Está ubicado en las coordenadas 41°05′22″N 97°18′46″O / 41.08944, -97.31278 (41.089534, -97.312716). Según la Oficina del Censo, tiene una superficie total de 93.51 km², de los cuales 93.22 km² corresponden a tierra firme y 0.29 km² están cubiertos de agua.

## Demografía
Según el censo de 2020, en ese momento había 200 personas residiendo en la zona. La densidad de población era de 2.1 hab./km². El 93.50 % de los habitantes eran blancos, el 0.50 % era afroamericano, el 1.00 % eran de otras razas y el 5.00% eran de una mezcla de razas. Del total de la población, el 4.50 % eran hispanos o latinos de cualquier raza.